# 向井荒太の動物日記 〜愛犬ロシナンテの災難〜
『向井荒太の動物日記 〜愛犬ロシナンテの災難〜』（むかいあらたのどうぶつにっき あいけんロシナンテのさいなん）は、2001年1月13日から3月17日に日本テレビ系列の「土曜ドラマ」枠で放送されたテレビドラマ。主演は堂本剛。平均視聴率は15.3%。
大学の獣医学部を舞台に描かれる、学生や教授らといった濃い人間たちと動物達の起こす騒動を描く青春ドラマである。なお、『進め電波少年』で同名のロバが出演していたので、初回の冒頭で「ロバではありません」とアナウンスされていた。

## ストーリー
八王子大学獣医学部の学生にして風変わりな青年、向井荒太は同期である工藤みちるや桜庭エミリと共に浦島一郎のゼミの補佐（という名の雑用）に奔走する日々を送っていた。ある日、向井は保健所に処分される寸前の成犬ロシナンテを引き取ることになる。かつての主を失っても懸命に面影を探すロシナンテの悲しみを理解した向井に対し、当初は頑なだったロシナンテも次第に心を開いていく。
ロシナンテとの生活に慣れていく中、浦島の元で獣医学の授業も次第に本格化していく。ペットの病気と延命措置の狭間に苦悩する遠藤春奈との出逢いをきっかけに、荒太は様々なペットと飼い主の境遇から人間と動物の関係に苦悩するようになり、次第に獣医を目指すことの意味さえも考えるようになる。同情や哀れみだけは動物は救えず、優しさだけでは動物を飼うことすらできないという現実を直視しつつ、時として動物を救うための力を手に入れるには動物の命すら犠牲にしなければやっていけない獣医の宿命を目の当たりにした向井は生まれ育った寺へ引きこもってしまう。
向井を求めるロシナンテの声に応じ獣医学部へ戻った向井であったが、偶然にも道路に出た犬を救うため身代わりとなって轢かれてしまい足が不自由になってしまう。体力勝負の獣医を目指し続けられるか否かという問題に悩む中、ロシナンテを介助犬として教育するという奇策にて解決を図る。ロシナンテが介助犬として成長していく日々の中、荒太は生活を手助けしてくれる存在と友達を求めていた少女と出会い、荒太はロシナンテを彼女に譲ることを決意する。自分はロシナンテなしでもやっていけると誓い、涙を呑んでロシナンテを送り出した。
その後、向井は無事に獣医となり診療に励んでいたがロシナンテが運ばれてきたことに驚愕する。少女を守るべく複数の犬と立ち回ったロシナンテは満身創痍であり、最期の時は最愛の飼い主である荒太の前で迎えさせてあげたいという周囲の配慮によって運ばれてきたことを荒太は伝えられる。再び再会したロシナンテに対し、荒太は様々な思い出を振り返りつつ、ロシナンテにねぎらいの言葉をかけるのであった。

## 出演
- 向井荒太：堂本剛
- 山口可奈子（寮長）：水野真紀
- 遠藤春菜：安倍なつみ
- 工藤みちる（同期生）：秋山純
- 桜庭エミリ（同期生）：山田麻衣子
- 番周作：蔵野孝洋
- 左門典之：石塚義之
- 白金美樹：上原歩
- 花形淳：内田滋啓
- 前田早苗：高田聖子
- 母はる子（養護教諭）：樹木希林
- 予告ナレーション：太田真一郎
- ナレーション/ロシナンテ（声）：細川俊之
- 東野伊織（教授）：北村総一朗
- 浦島一郎（直属教授）：根津甚八

## スタッフ
- 脚本：吉田智子、福田卓郎、福田千津子、西本洋子、武田菜穂
- 企画スタッフ：海老克哉、吉田智子、福田卓郎、福田千津子、西本洋子、武田菜穂
- 演出：大谷太郎、細野英延、水田伸生、北川敬一
- ドックトレーナー:宮忠臣
- 音楽：KYON
- 主題歌：KinKi Kids「ボクの背中には羽根がある」（ジャニーズ・エンタテイメント）
- 選曲：仲西匡
- 広報：片岡英彦、斉山嘉伸
- ロゴデザイン：寄藤文平
- プロデュース：池田健司、中沢晋
- チーフプロデューサー：佐藤敦
- 制作協力：オフィスクレッシェンド

## 放送日程
| 第1話            | 1月13日 | ペットホテル開業99匹大脱走!!    | 18.4% |                                                          |
| 第2話            | 1月20日 | 空飛ぶオウムが死んだ            | 16.9% | 泉ピン子・飯田基祐・関野沙織                             |
| 第3話            | 1月27日 | 猛牛大騒動!! 命の誕生           | 14.8% |                                                          |
| 第4話            | 2月3日  | 獣医の条件…恋のために僕は走る   | 16.1% |                                                          |
| 第5話            | 2月10日 | 露天風呂温泉合宿!! 野生猿の叫び | 16.5% | 岩橋道子                                                 |
| 第6話            | 2月17日 | 教授の不倫愛発覚!! 競走馬の宿命 | 12.6% | 団時朗                                                   |
| 第7話            | 2月24日 | 猫に乗っ取られた家老母との再会  | 14.2% | 冨士眞奈美・渡辺いっけい・河原さぶ                       |
| 第8話            | 3月3日  | さよならロシナンテ死にゆく運命  | 13.4% |                                                          |
| 第9話            | 3月10日 | 東京－山梨死の99キロ愛犬は走る! | 12.2% |                                                          |
| 最終話           | 3月17日 | 車イスの獣医? 愛犬よ永遠に…     | 17.2% | 布川敏和・ルー大柴・田島令子・堂本光一・中澤裕子・松本潤 |
| 平均視聴率15.32% |         |                                 |       |                                                          |